# János Vas
János Vas, född 29 januari 1984 i Dunaújváros i Ungern, är en ungersk ishockeyspelare som säsongen 2015/2016 spelar i HC Slavia Prag. Han har tidigare spelat i bland annat Malmö IF, Halmstad Hammers, Iowa Stars, Brynäs IF, Tingsryds AIF och IF Troja-Ljungby.